# Marbury proti Madisonu
Marbury v. Madison z opravilno številko 5 US 137 (1803) je ena izmed najbolj pomembnih sodb ameriškega vrhovnega sodišča, kjer si je sodišče tako rekoč samo sebi dalo moč sodnega nadzora nad celotnim korupusom ameriških zakonov in aktov. Sodba je postavila precedens, da je vsak zakon oziroma del zakona, ki je v neskladju z ustavo neveljaven in da ima le pravosodna veja pravico in dolžnost določati kaj spada pod pojem ustavnosti. Je prva znana sodna presoja ustavnosti. 

## Ozadje
Ta primer je zelo zaznamovala takratna politika. Sodišče je obravnavalo vprašanje ali ima William Marbury, član federalistične stranke pravico do sodniške službe, ki mu jo je dodelil John Marshall, državni sekretar odhajajočega predsednika Johna Adamsa, ki je s hitrimi dodelitvami teh služb hotel obdržati neko mero posredne oblasti v pravosodju po porazu na volitvah. Težava je v tem, da novi državni sekretar James Madison ni hotel osebno izročiti pooblastila, ki bi omogočila nastop Marburyja v sodniško službo.

## Odločitev vrhovnega sodišča
Sodišče je večinsko odločilo z vrhunsko napisanim mnenjem od prej omenjenega Johna Marshalla (novega predsednika vrhovnega sodišča), da je osebna izročitev le formalnost in da je Marbury upravičen do sodniške službe. Vrhovno sodišče naj bi z nalogom zaukazalo novi administraciji, da Marburyja postavi na želeno mesto sodnika. Kar pa je res bistveno v tem primeru je, da je sodišče odločilo da ta nalog nima pravice izdati, ker naj bi to prekoračilo pristojnosti vrhovnega sodišča določene v Ustavi ZDA. S to sodbo je postal neveljaven 13. člen Pravosodnega akta iz leta 1789, ki naj bi to pravico sodišča protiustavno omogočal. Sodišče si je po mnenju nekaterih pravnikov s tem pravosodnim aktom dejansko poklonilo večje pravice kot mu je zagotavljala ustava.

## Pomen sodbe
Če bi recimo sodišče odločilo, da ima pravico izdati nalog Marburyu, bi novi predsednik Thomas Jefferson to lahko preprosto samo ignoriral in brez problema postavil drugega sodnika, saj dejanske moči za izdati nalog vrhovno sodišče praktično ne bi imelo. Če pa bi recimo sodišče odločilo popolnoma v prid Madisonu, da Marbury ni upravičen do naloga sodišča, tj. brez kakršnekoli obrazložitve, bi to pomenilo da je pravosodna veja klonila pred izvršilno, kar pa politično obarvani predsednik vrhovnega sodišča Marshall ni želel videti.
Primer je še danes kontroverzen in poraja mnoga vprašanja kot so recimo zakaj se predsednik sodišča Marshall, kot bivši državni sekretar predsednika Adamsa ni izključil iz tega primera zaradi navzkrižja interesov ali pa to, da nikjer v ustavi izrecno piše, da ima sodišče res takšno nadzorstveno moč nad zakoni.